# جيرارد أوليفا
جيرارد أوليفا (بالإسبانية: Gerard Oliva Gorgori) (7 أكتوبر 1989 في إسبانيا - ) هو لاعب كرة قدم إسباني في مركز الهجوم. لعب مع أتلتيكو مدريد ب وريال مورسيا ولوغرونيس ونادي أوسبيتاليت ونادي كومبوستيلا ونادي هويسكا ونومانسيا ونادي رييد.

## روابط خارجية
- جيرارد أوليفا على موقع قاعدة بيانات كرة القدم.إي يو (الإنجليزية)
- جيرارد أوليفا على موقع Soccerway.com (الإنجليزية)
- جيرارد أوليفا على موقع AS.com (الإسبانية)